# Roujan
Roujan (okcitansko Rojan) je naselje in občina v južnem francoskem departmaju Hérault regije Languedoc-Roussillon. Leta 2008 je naselje imelo 1.946 prebivalcev.

## Geografija
Naselje leži v pokrajini Languedoc ob reki Peyne, 22 km severovzhodno od Béziersa, 57 km zahodno od Montpelliera.

## Uprava
Roujan je sedež istoimenskega kantona, v katerega so poleg njegove vključene še občine Fos, Fouzilhon, Gabian, Magalas, Margon, Montesquieu, Neffiès, Pouzolles, Roquessels in Vailhan s 7.891 prebivalci.
Kanton Roujan je sestavni del okrožja Béziers.

## Zanimivosti
- opatija Cassan iz 12. do 18. stoletja,
- cerkev sv. Lovrenca,
- kapela sv. Nazarija.